# 松永緑弥
松永 緑弥（まつなが ろくや、1929年 - 1998年3月11日）は、ブルガリア文学の翻訳家。
1998年3月11日、胃がんのため68歳で亡くなった。

## 著書
- ブルガリア語基礎1500語 大学書林 1987
- ブルガリア語常用6000語 大学書林 1990
- ブルガリア語文法 大学書林 1991.11
- ブルガリア語辞典 大学書林 1995.4

## 翻訳
- ブルガリアの民話 アンゲル・カラリィチェフ 新読書社 1964.2
- 現代東欧文学全集 第1 ノンカの愛 ペトロフほか 矢代和夫共訳 恒文社 1967
- 煉獄のなかで ソルジェニーツィン 木村浩共訳 タイムライフインターナショナル 1969 のち新潮文庫
- 桎梏の下で イワン・ヴァーゾフ 恒文社 1972（東欧の文学）のちに「軛の下で」と改題
- タバコ ディミートル・ディーモフ 恒文社 1977.7（東欧の文学）
- 小説スパルタクス マリア・アタナソヴァ・ダスカロヴァ、フリスト・M.ダノフ 土井正興共編訳 三省堂 1979.3
- 鉄の燈台 ディミートル・ターレフ 恒文社 1981.12
- 眠れぬ王さま スヴェトスラフ・ミンコフ ほるぷ出版 1983.9
- 社会主義の文化政策 より国民の間に、より生活に近く トドル・ジフコフ 真木三三子共訳 国際文化出版社 1985.5
- 別れの時 アントン・ドンチェフ 恒文社 1988.8
- ある外交官の見たニッポン トードル・ディーチェフ 恒文社 1989.6
- 緑色の耳 リューベン・ディロフ 恒文社 1997.11
- 消えたドロテア パーヴェル・ヴェージノフ 恒文社 1997.8